# Indski rečni delfin
Indski rečni delfin (Platanista minor) je vrsta sladkovodnih delfinov iz družine Platanistidae. Je endemit v porečju reke Ind v Pakistanu in reke Beas v severozahodni Indiji. Ta delfin je bil prvi odkrit bočno plavajoči kit. Razdeljen je v petih majhnih podpopulacijah, ki so ločene z namakalnimi jezovi.
Imenovan je bil kot nacionalni sesalec Pakistana in državna vodna žival Pandžaba v Indiji.

## Taksonomija
Indskega rečnega delfina je leta 1853 opisal Richard Owen pod imenom Platanista gangetica, var. minor, temelji na lobanji delfina, ki je bila manjša od lobanj gangeških delfinov.
Delfini rek Ind in Ganges so bili sprva razvrščeni kot ena vrsta, Platanista gangetica. Od 1970-ih do leta 1998 sta gangeški delfin (Platanista gangetica) in indski delfin veljala za ločeni vrsti; vendar je bila leta 1998 njuna klasifikacija spremenjena iz dveh ločenih vrst v podvrsto ene vrste. Vendar novejše študije potrjujejo, da gre za različne vrste.
Delfin reke Ganges se je ločil od delfina reke Ind v pleistocenu, pred približno 550.000 leti.

## Opis
Indski delfin ima dolg, koničast nos, značilen za vse rečne delfine. Zobje so vidni tako v zgornji kot spodnji čeljusti tudi pri zaprtih ustih. Zobje mladih živali so dolgi skoraj palec, tanki in ukrivljeni; vendar pa se s staranjem živali zobje precej spremenijo in pri zrelih odraslih postanejo kvadratni, koščeni, ploščati diski. Gobec se proti koncu odebeli. Vrsta nima kristalne očesne leče, zaradi česar je dejansko slepa, čeprav lahko še vedno zazna jakost in smer svetlobe. Navigacija in lov se izvajata z eholokacijo. Telo je rjavkaste barve in na sredini čokato. Vrsta ima majhno trikotno izboklino namesto hrbtne plavuti. Plavutke in rep so tanki in veliki glede na velikost telesa, ki je dolgo približno 2–2,2 m pri samcih in 2,4–2,6 m pri samicah. Najstarejša zabeležena žival je bil 28-letni samec, dolg 199 cm. Zrele odrasle samice so večje od samcev. Spolni dimorfizem se izrazi, ko samice dosežejo približno 150 cm; ženski rostrum še naprej raste, potem ko samčev rostrum preneha rasti, sčasoma doseže približno 20 cm.

## Razširjenost
Indski rečni delfin se trenutno pojavlja le v sistemu reke Ind. Ti delfini so v preteklosti zasedli približno 3400 km reke Ind in njenih pritokov. Toda danes ga najdemo le v eni petini tega prejšnjega območja. Njegov današnji učinkoviti doseg se je od leta 1870 zmanjšal za 80 %. Ne obstaja več v vseh pritokih, njegovo domače območje pa je le 690 km reke. Ta delfin ima najraje sladkovodne habitate z globino vode več kot 1 meter in s površino prečnega prereza več kot 700 kvadratnih metrov. Danes je to vrsto mogoče najti le v glavnem steblu reke Ind, skupaj z ostanki populacije v reki Beas. Populacijo lahko najdemo v mokrišču Harike v Pandžabu v Indiji.
Ker dva prvotno naseljena rečna sistema – med jezom Sukur in Gudu v pakistanski provinci Sind ter v provincah Pandžab in Khiber Pakhtunkhva – nista na noben način povezana, ostaja neznanka, kako sta bila kolonizirana. Malo verjetno je, da so rečni delfini potovali iz ene reke v drugo po morski poti, saj sta oba estuarija zelo oddaljena. Možna razlaga je, da je več severnoindijskih rek, kot sta Satledž in Jamuna, spremenilo svoja korita v davnih časih, medtem ko so obdržale svojo populacijo delfinov.

## Vedenje in ekologija
Domneva se, da delfin reke Ind plava na boku, da bi učinkovito plul po plitvih vodah v sušnem obdobju.

## Grožnje
Na indskega delfina je zelo negativno vplivala človeška uporaba rečnih sistemov na podcelini. Zapletanje v ribiške mreže lahko povzroči znatno škodo. Nekatere posameznike še vedno ujamejo vsako leto, njihovo olje in meso pa uporabljajo kot mazilo, kot afrodiziak in kot vabo za soma. Namakanje je znižalo vodostaj v vseh njihovih območjih. Zastrupitev oskrbe z vodo z industrijskimi in kmetijskimi kemikalijami je morda prav tako prispevala k zmanjšanju števila populacije. Morda je najpomembnejša težava gradnja na desetine jezov vzdolž številnih rek, kar povzroča ločevanje populacij in zožen genski bazen, v katerem se delfini lahko razmnožujejo. Trenutno obstajajo tri podpopulacije indskih delfinov, za katere velja, da lahko dolgoročno preživijo, če so zaščiteni.

## Stanje ohranjenosti
Indski rečni delfin je zaščiten v skladu z Dodatkom I Konvencije o mednarodni trgovini z ogroženimi vrstami, ki prepoveduje komercialno mednarodno trgovino z vrsto (vključno z deli in derivati). Naveden je kot ogrožen na Rdečem seznamu IUCN in s strani Nacionalne službe za morsko ribištvo ameriške vlade v skladu z Zakonom o ogroženih vrstah ZDA. Je drugi najbolj ogroženi kit in delfin na svetu. Od leta 2017 je ocenjeno, da je ostalo le približno 1800 posameznikov (v primerjavi s 1200 ocenjenimi leta 2001). Do vidnega povečanja glavne rečne populacije podvrste Inda med letoma 1974 in 2008 je morda prišlo zaradi stalnega priseljevanja iz gorvodnih pritokov, kjer se vrsta ne pojavlja več.
Ogroža ga obsežen ribolov, ki zmanjšuje njihovo razpoložljivost plena. Nenamerno zapletanje v ribiške mreže povzroči smrtne žrtve. Krčenje gozdov vzdolž porečij povzroča sedimentacijo, ki degradira delfinov habitat. Drug dejavnik za njegov upad je gradnja struktur čez reke, kot so jezovi, ki povzročajo večjo izolacijo že tako majhnih podpopulacij. Velika grožnja je onesnaževanje vode, ki ga povzroči človek z industrijskimi in človeškimi odpadki ali kmetijskimi odtoki, ki vsebujejo velike količine kemičnih gnojil in strupenih pesticidov.
Študije kažejo, da je za razvoj dobrih načrtov ohranjanja potrebno boljše razumevanje ekologije te vrste. Redno spremljanje je potrebno za oceno stanja populacije in dejavnikov, ki povzročajo njeno upadanje. Prizadevanje za satelitsko označevanje se je začelo leta 2022.